# 픽사 이미지 컴퓨터

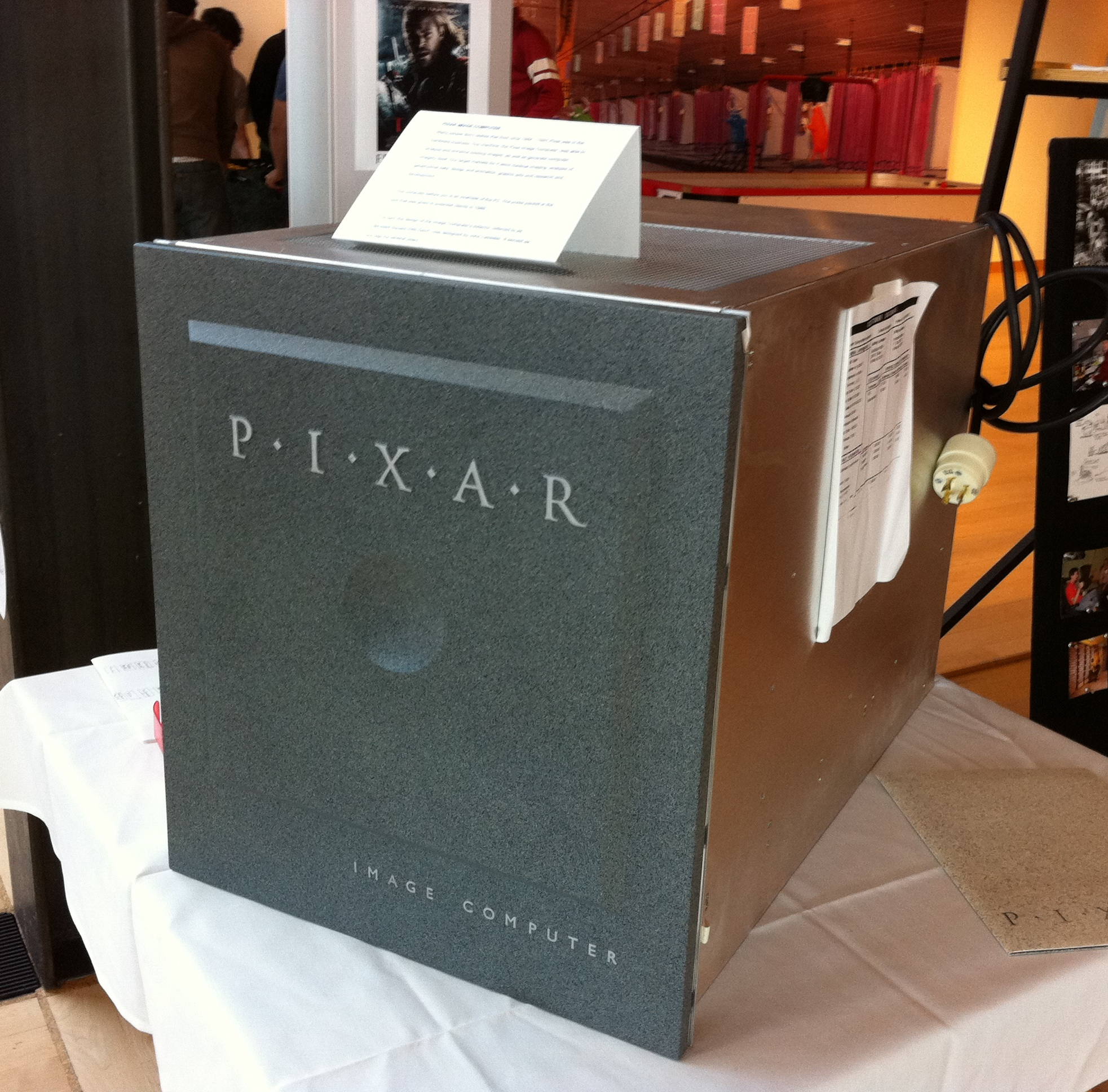
픽사 애니메이션 스튜디오의 자체 P-II 픽사 이미지 컴퓨터.

픽사 이미지 컴퓨터(Pixar Image Computer)는 원래 루카스필름(Lucasfilm)의 컴퓨터 사업부인 그래픽 그룹(나중에 픽사(Pixar)로 이름이 변경됨)에서 개발한 그래픽 컴퓨터이다. 의학, 지구물리학, 기상학과 같은 상업 및 과학 고급 시각화 시장을 겨냥한 원래 기계는 당시에 비해 발전했지만 잘 팔리지 않았다.

## 디자인
P-II에는 두 개의 채널 프로세서 또는 챕터가 있을 수 있다. 섀시에는 4개의 카드를 수용할 수 있다. PII-9는 9개의 카드(챕터 4개, 비디오 프로세서 2개, OSM(오프 스크린 메모리) 카드 2개, NeWS 윈도우 시스템용 오버레이 보드)을 수용할 수 있다. NeWS는 로밍, 이미지 비교 및 스테레오 이미지 보기를 위한 이미지 파이프라인을 제어하도록 확장되었다.
각 챕터는 4방향 병렬(RGBA) 이미지 컴퓨터이다. 이는 이미지 및 비디오 애플리케이션에 적합한 SIMD 아키텍처였다. 이는 4개의 이미지 채널을 병렬로 처리했는데, 하나는 빨간색, 하나는 녹색, 하나는 파란색, 다른 하나는 알파 채널(발명자는 픽사와 연결되어 있음)이다. 이미지는 색상 채널당 12비트(또는 픽셀당 48비트)로 저장되었다. 12비트 데이터는 정수 부분에 2비트를 사용하여 -1.5에서 2.5 범위의 특이한(현재) 고정 소수점 형식을 나타낸다. 이는 0에서 1까지의 범위가 10비트 정확도를 가짐을 의미한다.
이를 작동하려면(사용자 입력을 위한 키보드와 마우스를 제공하기 위해) 일반적으로 유닉스 호스트 시스템이 필요했다. 이 시스템은 초당 80M의 "Yapbus" 또는 초당 2M의 멀티버스를 통해 다른 호스트, 데이터 소스 또는 디스크에 이미지 데이터를 외부로 전달할 수 있으며 성능은 200VUPS 또는 VAX 11/780 속도의 200배에 해당하는 것으로 측정되었다.